# José de Vaquedano
José de Vaquedano (Puente la Reina, 20 de marzo de 1642 - Santiago de Compostela, 17 de febrero de 1711) fue un presbítero católico, trinitario calzado, compositor y maestro de capilla de Navarra. Considerado uno de los exponentes más importantes de la música barroca española.

## Biografía
José de Vaquedano nació en Puente la Reina (Navarra-España) el 20 de marzo de 1642. Fue educado en su ciudad natal por Simón Huarte Arrizabalaga y estudió composición con Matías Ruiz en Madrid. Ingresó en la Orden Trinitaria en 1680, donde fue ordenado sacerdote. Fue asistente de maestro de capilla en el Real Monasterio de Nuestra Señora de la Encarnación de Madrid (desde 1680) y maestro de capilla en la catedral de Santiago de Compostela, cargo que dejó en febrero de 1710 por razones de salud.
De los trabajos de José de Vaquedano, cinco son misas, 14 salmos, el Magnificat, 7 lamentaciones, motetes y 50 villancicos navideños. Vaquedano dominó el estilo policoral veneciano, en algunas de sus obras, se utilizaron 20 voces en cinco coros, cada una de las voces que cantaban a menudo estaba reforzada por instrumentos.
José de Vaquedano murió en Santiago de Compostela el 17 de febrero de 1711, fue enterrado en el convento de las madres mercedarias de esa ciudad. Previamente había dejado en herencia a la Catedral de Santiago todas sus obras, lo cual hizo que se conservaran hasta hoy.